# Stephen Ullmann
Stephen Ullmann (Ullmann István) (Boedapest, 31 juli 1914 - Kidlington, 10 januari 1976) was een Brits-Hongaarse taalwetenschapper die een grote rol speelde in de semantiek (betekenisleer).

## Leven en werk
Ullmann studeerde aan de Universiteit van Boedapest (nu de Loránd Eötvös-universiteit) bij hoogleraar Zoltán Gombocz, die bij hem de interesse wekte voor de taalkunde, en dan in het bijzonder voor de semantiek. In 1936 promoveerde hij er op een proefschrift over de invloed van de Italiaanse renaissance op het literair taalgebruik in het Engels. Deze twee elementen, stylistiek en semantiek, bleven een rol in zijn oeuvre spelen.
In 1939 vestigde hij zich in het Verenigd Koninkrijk. Gedurende de Tweede Wereldoorlog werkte hij bij Radio London voor de Monitoring Service, waar hij nazipropaganda analyseerde en in het Engels vertaalde. Tegelijk publiceert hij over literatuur en stylistiek. Na de oorlog ging hij Romaanse talen en filologie doceren aan de Universiteit van Glasgow. Daar publiceerde hij de eerste twee van zijn drie invloedrijke werken over Semantiek.. In 1953 werd hij hoogleraar Romaanse filologie aan de Universiteit van Leeds
In 1976 doceerde hij een jaar als gastdocent aan Harvard. Vanaf 1968 tot aan zijn dood vervulde hij de leerstoel romaanse talen aan de Universiteit van Oxford. Hij overleed in een postkantoor in Kidlington, bij Oxford in 1976.

## Invloed
De invloedrijkste werken van Stephen Ullmann zijn the Principles of Semantics (1951) en Semantics, an introduction to the science of meaning (1963). Hij toont hierin een opvatting over betekenis die sterk verwant is aan de Saussure. De wat ondoorzichtige termen van de Saussure, signifiant en signifié, vervangt hij door het begrijpelijkere name en sense. Betekenis ontstaat door de onderlinge relatie tussen name en sense enerzijds en de invloed van naburige begrippen anderzijds.   
Ullmann schetst de hele ontwikkeling van de semantiek van Bréal tot aan zijn tijdgenoten. De stap-voor-stapaanpak van de ontwikkelingen in de semantiek en de vele voorbeelden, maken zijn werk toegankelijk en leesbaar. 
Andreas Blank constateert dat Ullmann sinds de jaren 90 van de 20e eeuw steeds minder geciteerd wordt. Kennelijk is de invloed van zijn ideeën aan het afnemen.

## referenties
1. 1 2 3 4 5  Oxford dictionary of national Biography, 2004, 55 :868, 869
2. ↑  Ullmann, Stephen, 1936, Olasz hatások a renaissance-kori angol irodalmi nyelvben, Boedapest 1936
3. 1 2  Ullmann, Stephen, 1940, The epic of the Finnish nation, London, Pilot Press 1940
4. ↑  Ullmann, Stephen 1972, Reconstituirea valorilor stilistice, Poetică şi stilistică. Orientări moderne, Bucureşti, Editura Univers, 1972
5. ↑  Ullmann, Stephen 1951 The Principles of Semantics, Oxford, Basil Blackwell 1954
6. ↑  Ullmann, Stephen, 1963, Semantics. An Introduction to the Science of Meaning, Oxford, Basil Blackwell & Mott Ltd, 1962
7. ↑  Ullmann 1951:71
8. ↑  de Saussure, Ferdinand, 1916, Cours de linguistique générale, Parijs, Payot 1995
9. ↑  de Saussure 1916:158
10. ↑  Valeurs bij de Saussure (1916:158,159)
11. ↑  Ullmann 1951:71,77,78
12. ↑  Bréal, Michel, 1897 Essai de sémantique, Paris, Hachette, 1897
13. ↑  Blank, Andreas, 1999, Why do new meanings occur ? a cognitive typology of the motivations for lexical semantic change.  Berlin, Mouton de Gruyter 1999, p. 61-89